# Не боюсь тебя, мороз!
«Не боюсь тебя, мороз!» — советский мультфильм, выпущенный в 1979 году киностудией «Беларусьфильм». Режиссёр — Владимир Голиков.

## Сюжет
Музыкальная сказка о борьбе тепла и холода, добра и зла.
Главные антагонисты мультфильма — белорусское божество зимы Зюзя, высокий старик в короне, с седыми волосами, бородой и усами, и Мороз, в отличие от привычного мифологического образа показанный молодым парнем в шапке и тулупе. Вместе они кружатся по полям, лесам и сёлам, напуская стужу и метель. Им противостоит рыжий мальчишка-огонёк, выскочивший из печной трубы и легко освобождающий от снега и льда дома, деревья, замерзших животных, и наконец, всю землю.

## Съёмочная группа
| Авторы сценария         | В. Соломаха, Л. Заболоцкая                                                                       |
| Режиссёр                | Владимир Голиков                                                                                 |
| Художник-постановщик    | П. Ларченко                                                                                      |
| Оператор                | М. Соркин                                                                                        |
| Художник-мультипликатор | Ирина Кодюкова                                                                                   |
| Художники               | А. Стасюлевич, В. Чайчук, Валерий Козлов, П. Гонта, Н. Протасов, Татьяна Житковская, Л. Безручко |
| Композитор              | Олег Янченко                                                                                     |
| Звукооператор           | Б. Шангин                                                                                        |
| Монтажёр                | И. Волкова                                                                                       |
| Ассистент режиссёра     | Г. Поночевная                                                                                    |
| Ассистент художника     | Т. Михалюта                                                                                      |
| Ассистент оператора     | Л. Виссарионова                                                                                  |
| Редактор                | Олег Белоусов                                                                                    |
| Директор фильма         | Ольга Оноприенко                                                                                 |

## Критика
По мнению авторов издания «Экран и культурное наследие Беларуси» в анимационном фильме «Не боюсь тебя, мороз!» режиссёра В. Голикова, где весёлый рыжий огонёк прогоняет из деревни лютые морозы под жизнеутверждающую задорную музыку композитора О. Янченко, показана (в упрощённой форме) извечная борьба между огнём и божествами зимы: Морозом и Зюзей; при этом образы последних в мультфильме отличаются от анималистических представлений белорусов о них. По предположению тех же авторов, в основу образа огня в картине положен мифологический царь Жиж или Жижаль